# Nekrolog 1407
Nekrolog
◄◄
| ◄
| 1403
| 1404
| 1405
| 1406
| 1407 | 1408 | 1409 | 1410 | 1411 | ► | ►►
Weitere Ereignisse | Allgemeiner Nekrolog 1407
Die Beschreibung der verstorbenen Person sollte so kurz wie möglich gehalten sein und nur deren signifikante Tätigkeit(en) enthalten.
Neue Namen ggf. auch unter dem Geburts- und Sterbedatum, also etwa unter 1. Januar und im Geburts- und Sterbejahr (2024) eintragen (nur bei entsprechender großer Wichtigkeit). Für Beispiele siehe die schon vorhandenen Artikel.
Außerdem über die fünf zuletzt Verstorbenen, zu denen es einen ausreichend guten Artikel für eine Präsentation auf der Hauptseite gibt, nach der todesbedingten Überarbeitung der Artikel ggf. auch unter Wikipedia Diskussion:Hauptseite informieren und sie am besten auch in den anderen Wikipedia-Sprachversionen eintragen. Tipp: Regelmäßig bei news.google.de nach „ist tot“, „gestorben“ oder „verstorben“ suchen.
Wenn eine Person gestorben ist, gibt es viele Seiten zu dieser Person in der Wikipedia, die davon auch betroffen sind und entsprechend aktualisiert werden müssen. Beispiele: Namenübersichtsseite, Geburtsjahr, Geburtsort-Seiten und viele mehr.
Wie finde ich die betroffenen Seiten?
Im Suchfeld auf der linken Seite gibt man den Suchbegriff so ein: „Vorname Nachname“. Dann klickt man auf Volltext und alle Seiten mit entsprechendem Suchtext werden aufgerufen. Hier sieht man dann schnell, wo auch das Todesjahr Sinn macht oder sogar ein Teil des Artikels angepasst werden muss. Auch hilft das „Werkzeug“ auf der linken Seite sehr gut, um solche Seiten aufzufinden: „Links auf diese Seite“. Somit ist die Wikipedia wieder aktuell in allen Bereichen! Hinweis: bei Eintragung der Kategorie „Gestorben JAHR“ wird der Missbrauchsfilter 49 ausgelöst, was jedoch nicht schlimm ist. Siehe: Spezial:Missbrauchsfilter/49
Dies ist eine Liste von im Jahr 1407 verstorbenen bekannten Persönlichkeiten. Die Einträge erfolgen innerhalb der einzelnen Daten alphabetisch sortiert. Tiere sind im Nekrolog für Tiere zu finden.

## Januar
| Tag        | Name                   | Beruf, bekannt als                                                                      | Alter | Beleg |
| ---------- | ---------------------- | --------------------------------------------------------------------------------------- | ----- | ----- |
| 2. Januar  | Konrad III. von Soltau | Rektor der Karlsuniversität Prag; Rektor der Universität Heidelberg; Bischof von Verden |       |       |
| 31. Januar | Ingeburg von Oldenburg | Äbtissin im Stift Freckenhorst                                                          |       |       |

## Februar
| Tag         | Name                  | Beruf, bekannt als                                | Alter | Beleg |
| ----------- | --------------------- | ------------------------------------------------- | ----- | ----- |
| 3. Februar  | Arnold von Sparneck   | Domherr von Würzburg und Bamberg                  |       |       |
| 9. Februar  | Wilhelm I.            | Markgraf von Meißen                               | 63    |       |
| 21. Februar | Zwedera van Rechteren | Ordensfrau und Mitgründerin im Kloster Diepenveen |       |       |

## März
| Tag      | Name                 | Beruf, bekannt als               | Alter | Beleg |
| -------- | -------------------- | -------------------------------- | ----- | ----- |
| 8. März  | Francesco I. Gonzaga | Graf von Mantua                  |       |       |
| 21. März | Philipp VIII.        | Adliger                          |       |       |
| 30. März | Konrad von Jungingen | Hochmeister des Deutschen Ordens |       |       |

## April
| Tag       | Name                  | Beruf, bekannt als                | Alter | Beleg |
| --------- | --------------------- | --------------------------------- | ----- | ----- |
| 3. April  | Ulman Stromer         | deutscher Kaufmann im Mittelalter | 78    |       |
| 22. April | Olivier V. de Clisson | Connétable von Frankreich         | 70    |       |

## Mai
| Tag    | Name            | Beruf, bekannt als | Alter | Beleg |
| ------ | --------------- | ------------------ | ----- | ----- |
| 5. Mai | Richard Mitford | englischer Prälat  |       |       |

## Juni
| Tag      | Name       | Beruf, bekannt als              | Alter | Beleg |
| -------- | ---------- | ------------------------------- | ----- | ----- |
| 24. Juni | Theodor I. | byzantinischer Despot von Morea |       |       |

## Juli
| Tag     | Name               | Beruf, bekannt als          | Alter | Beleg |
| ------- | ------------------ | --------------------------- | ----- | ----- |
| 4. Juli | Heinrich von Solms | Dompropst im Bistum Münster |       |       |

## November
| Tag          | Name                           | Beruf, bekannt als                    | Alter | Beleg |
| ------------ | ------------------------------ | ------------------------------------- | ----- | ----- |
| 23. November | Louis de Valois, duc d’Orléans | Sohn des französischen Königs Karl V. | 35    |       |

## Datum unbekannt
| Tag | Name                             | Beruf, bekannt als                                                                                         | Alter | Beleg |
| --- | -------------------------------- | --- | ----- | ----- |
|     | Enno Haytatisna                  | Häuptling zu Larrelt                                                                                       |       |       |
|     | Johann Kruschina von Lichtenburg | böhmischer Adeliger, Oberstburggraf, Höchster Hofmeister, Landeshauptmann des Herzogtums Schweidnitz-Jauer |       |       |
|     | Rainier II.                      | französischer Militär; Seigneur von Menton und Roquebrune                                                  |       |       |
|     | Nikolaus von Urden               | Ratsherr der Hansestadt Lübeck                                                                             |       |       |